# The Games Machine (rivista inglese)
The Games Machine era una rivista di videogiochi pubblicata dal 1987 al 1990 nel Regno Unito da Newsfield, che pubblicava anche CRASH, Zzap!64, Amtix! e altre riviste.
Un'altra The Games Machine è ancora in corso di pubblicazione in Italia. Sebbene nata come versione tradotta in italiano della rivista britannica, essa si sviluppò poi con articoli originali e divenne una delle riviste di giochi per PC più vendute in Italia.

## Storia
La rivista era in competizione con la rivista ACE edita da Future e Computer and Video Games di EMAP. Insoddisfatto dei profitti del titolo, Newsfield decise di terminare le pubblicazioni nel 1990.
Newsfield, comunque, continuò ad essere presente nel settore con la rivista Raze. Questo nuovo titolo si sarebbe concentrato sulle console come Mega Drive, nonché sul NES e sul Master System.